# Frenchy Díaz
Frenchi Tomás Díaz Rodríguez (Ciudad Bolivia, 28 de enero de 1964) es un abogado y político venezolano del municipio Pedraza en el estado Barinas, Venezuela. Fue el tercer alcalde electo del Municipio Pedraza y el primero luego de haber sido aprobada la reforma constitucional de 1999.

## Biografía
Hijo de Corcino Díaz y Diomira Rodríguez, es el noveno de catorce hermanos. Nació el 28 de enero de 1964, en Ciudad Bolivia. Proveniente de una familia de trabajadores del campo, su infancia se desarrolló en Campo Alegre,   Municipio Pedraza en un fundo propiedad de sus Padres llamado El Cedral. A los seis años se dirige al pueblo para iniciar sus estudios de primaria en la Escuela  Sebastián Araujo Briceño (1970-1974) y José Francisco Jiménez (1974-1976), continuando sus estudios de secundaria en el liceo José Rafael Pulido Méndez (1976-1978), para luego viaja a continuar sus estudios en la ciudad de Maracaibo, en el estado Zulia. Allí continua sus estudios de secundaria en el Liceo Combinado León Febres Cordero (1978-1979), Luego en el Liceo Combinado Matías Lozada (1979-1980), regresa a su lugar de origen y culminar sus estudios de secundaria donde recibe el título de bachiller en Ciencias  en el liceo José Rafael Pulido Méndez (1980-1981).
Su formación Universitaria se desarrolla entre 1985 y 1987 en la Universidad de Carabobo y así culminar era en la Universidad Católica del Táchira entre 1987 y 1990, en la cual recibe el título de abogado, Luego en ejercicio como diputado electo del Consejo Legislativo del Estado Barinas continua sus estudios y recibe el título de Técnico Universitario en Comunicación Social, Mención Locutor Comercial de la Universidad Central de Venezuela de la Facultad de Humanidades y Educación Especial de Comunicación Social.

## Carrera política

### Resultados en elecciones
Para el año de 1989 es electo Concejal Nominal por el Circuito de Ciudad Bolivia, obteniendo la mayor votación, apoyado por la organización política ORA y cumpliendo funciones legislativas y como Presidente del Concejo en el periodo 1989-1992. Es reelecto Concejal Nominal y vuelve a obtener la mayor votación nominal del  Municipio Pedraza para ejercer el cargo en el periodo 1993-1996. El año 1996 es electo Diputado del Consejo Legislativo del Estado Barinas para el periodo 1996-1998, y asume la segunda vicepresidencia de la asamblea legislativa del estado. En los años 1999 y 2000 ejerce funciones de Asesor Jurídico de la Asamblea Legislativa.

### Alcalde del municipio de Pedraza
Luego de aprobarse la reforma constitucional de 1999, inicia su recorrido político a la alcaldía con la alianza con el partido político regional Alianza Barinas 2000, con quién es electo para su primer periodo de alcalde del Municipio Pedraza donde obtuvo el 53,34% de los votos..

El año 2003 funda con un grupo de personas del  Municipio Pedraza la organización Política Regional FRUTOS (Frente Unido al Trabajo Social) con el cual es reelecto como Alcalde el año 2004, está vez con alianza política del partido de gobierno nacional y regional, el Movimiento V República - MVR] con el obtiene 9730 para obtener el 69,05% de los votos en los cuales su partido recién fundado Frutos obtiene 2613 votos y el Movimiento V República - MVR le aporta 6622 votos y así ser reelecto con la alianza realizada con el partido de Gobierno Movimiento V República - MVR, para luego en el año 2005 Impulsar a los Concejales Electos  Eder Bolívar, Wilmer Mora, Jairo García y Alcides Molina.

#### Gestión como alcalde
En su gestión como alcalde se apuntaló al  Municipio Pedraza en lo cultural y folklórico, convirtiéndolo en un atractivo turístico. Se realizaron amaneceres llaneros. En cuanto al turismos se convierte el río la acequia como atractivo para la práctica del balsismo al cual le presto mucho apoyo para dar a conocer la bondades turísticas del Pedraceño. También cabe menciona que se construyeron Obras de envergadura como la Aldea Universitaria,  Ampliación de la Avenida Intercomunal, Construcción del Parque Ferial “Juan de los Santos Contreras el Carrao de Palmarito”, donde también se construyó el Fangodromo “Ramón Vega”, se asfaltaron sectores de Ciudad Bolivia, se construyeron puentes que permitieron comunicar vía terrestre al  Municipio Pedraza y  Sucre por los sectores de las Bonitas, Golpe de la isla y las Caramas lo cual permitió un intercambio comercial entre dichos municipios, entre otras obra de vialidad y desarrollo en el área social.
Durante su mandato se crea el cuerpo de Bomberos y Bomberas del  Municipio Pedraza. Su primer comandante fue el Teniente Rufino Márquez, su segundo Comandante el Sgto segundo Joseph Torres, su primer oficial asimilado e instructor fue el Sub- Teniente Javier Rivas González, comenzando con una ambulancia repontenciada por los integrantes del Cuerpo de Bomberos, la cual la población la bautizó como la Guacamaya ( Por sus colores alusivos a la bandera del municipio )
Alianza y Participación en Avanzada Progresista y Voluntad Popular.
Para el Año 2011 se une a la Organización Política Avanzada Progresista Junto a otros líderes como Henri Falcón, Julio César Reyes y otros. En el año 2012 se une como dirigente de la Organización Política Nacional Voluntad Popular la cual es liderada por Leopoldo López donde actualmente es Miembro de la Directiva Regional de Dicha Organización Política en el Estado Barinas con Dirigente como Freddy Superlano, Jesús Macabeo, Nizar Askoul, el concejal Joan Camacho del Municipio Pedraza entre Otros.

### Acusaciones de agresión a periodista
En mayo del 2012, en un acto político de la MUD realizado en el  Municipio Pedraza, contando con la visita del candidato presidencial Capriles Radonski, es acusado de agredir físicamente a un periodista del canal televisivo Venezolana de Televisión (VTV).

#### Elecciones de alcalde noviembre 2021

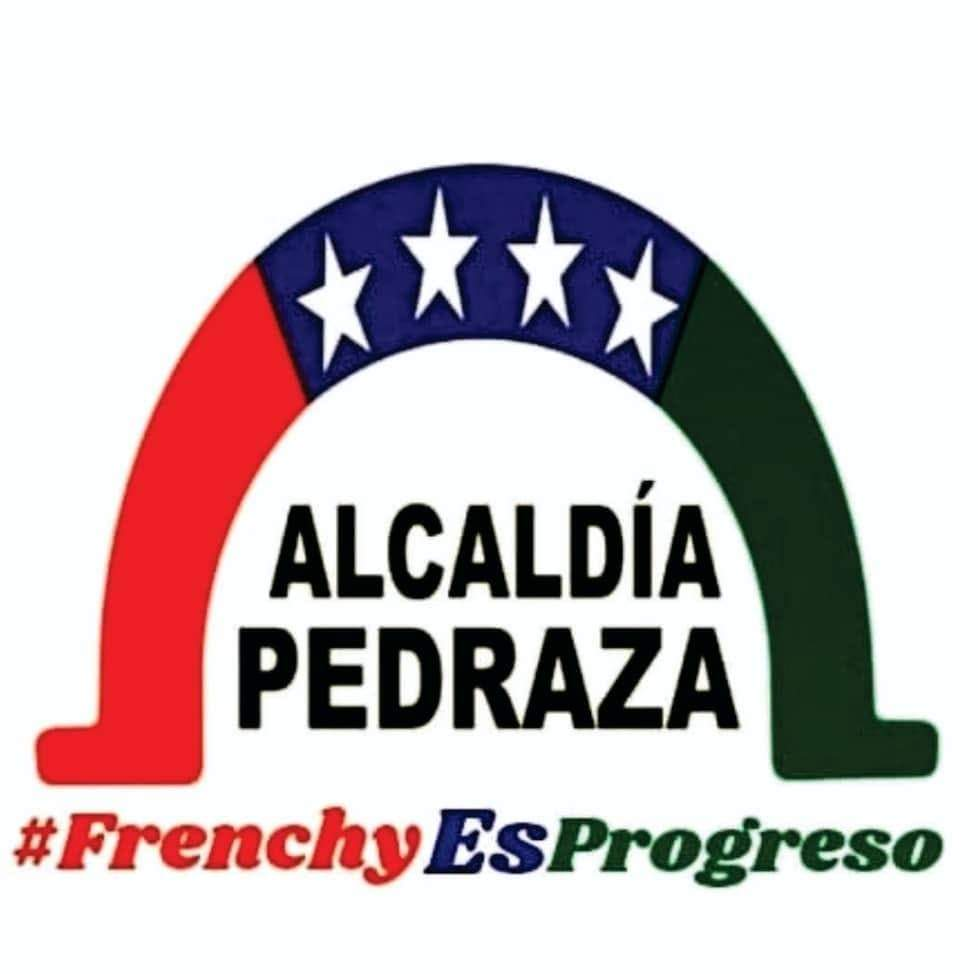
Logo de la Alcaldía de Pedraza durante su gestión.

Participó como candidato de la Unidad Democrática en las elecciones regionales celebradas en el país en 2021, tras una participación histórica, obtiene 19.614 votos (71%) triplicando a su contendor electoral por el PSUV Alcides Molina, posicionándose como el séptimo alcalde más votado en todo el país, y el primero de la Unidad Democrática, para ocupar por tercera vez la jefatura municipal.